# 조지 챈들러
조지 챈들러(George Chandler, 1898년 6월 30일 ~ 1985년 6월 10일)는 미국의 배우, 텔레비전 배우, 노동운동가, 영화배우이다.

## 영화
- 애플 덤플링 갱 2 (1979년)
- 더티 파이터 2 (1978년)
- 알 카포네 (1975년)
- 마녀의 산 (1975년)
- 제12순찰대 (1968년)
- 벅스킨 (1968년)
- 배트맨 - 66년 TV 시리즈 (1966년) - 어린 삼인방 2 역
- 데드 링거 (1964년)
- 딜론 보안관 (1955년)
- 비상착륙 (1954년)
- 슈퍼맨 - 54년작 3 (1954년)
- 달려라 래시 (1954년)
- 애보트와 코스텔로- 크리스마스 쇼 (1952년)
- 안데르센 (1952년)
- 발티모어의 모험 (1949년)
- 캐나다 평원 (1949년)
- 해적 (1948년)
- 페일페이스 (1948년)
- 욕망의 상속자 (1947년)
- 악몽의 골목 (1947년)
- 아윌 비 유어스 (1947년)
- 비하인드 더 마스크 (1946년)
- 더 미싱 레이디 (1946년)
- 샤도우 리턴즈 (1946년)
- 그레이트 모건 (1946년)
- 비코즈 오브 힘 (1946년)
- 러버 컴 백 (1946년)
- 캡틴 에디 (1945년)
- 기차 위의 여인 (1945년)
- 스텝 라이브리 (1944년)
- 아이리쉬 아이스 알 스마일링 (1944년)
- 내일 일어날 일 (1944년)
- 벌레스크의 여인 (1943년)
- 데이 갓 위 컨버드 (1943년)
- 스윙 피버 (1943년)
- 더 어메이징 미시즈 홀리데이 (1943년)
- 허스 투 홀드 (1943년)
- 스윗 로지 오그래디 (1943년)
- 위험한 이웃 (1943년)
- 록시 하트 (1942년)
- 프라이벗 벅카루 (1942년)
- 영웅의 여자 (1942년)
- 리멤버 더 데이 (1941년)
- 토바코 로드 (1941년)
- 인간 에디슨 (1940년)
- 멜로디 랜치 (1940년)
- 브로드웨이 멜로디 오브 1940 (1940년)
- 에브리씽스 온 아이스 (1939년)
- 세컨드 피들 (1939년)
- 링컨 (1939년)
- 보 게스티 (1939년)
- 무법자 제시 제임스 (1939년)
- 스미스씨 워싱톤 가다 (1939년)
- 진부한 천사 (1938년)
- 찰리 찬 앳 더 올림픽 (1937년)
- 데인저-러브 앳 워크 (1937년)
- 웨이크 업 앤 라이브 (1937년)
- 쓰루브레드 돈 크라이 (1937년)
- 사라토가 (1937년)
- 스타 이즈 본 디 오리지널 (1937년)
- 라이벨리드 레이디 (1936년)
- 싱, 베이비, 싱 (1936년)
- 내 사랑 시카고 (1936년)
- 분노 (1936년)
- 해피니스 어헤드 (1934년) - 윈도우 워셔 역
- 하이, 넬리! (1934년) - 대니 설리반 역
- 트웬티 밀리언 스윗하트 (1934년)
- 더 월드 체인지 (1933년) - 피아노 플레이어 역
- 엘머, 더 그레이트 (1933년)
- 미 앤 마이 걸 (1932년) - 에디 콜린스 역
- 러브 인 더 러프 (1930년)
- 레더넥 (1930년)
- 인 게이 매드리드 (1930년)
- 플로로도라 걸 (1930년)
- 데빌-메이-케어 (1929년)